# Angoustrine (rivière)
Pour les articles homonymes, voir Angoustrine.
 (novembre 2016).
L'Angoustrine ou Riu Rahur est une rivière du sud de la France, dans le département des Pyrénées-Orientales, en région Occitanie, dans l'ancienne région du Languedoc-Roussillon, et un affluent du Sègre, donc un sous-affluent de l'Èbre.

## Géographie
De 18,6 km de longueur, l'Angoustrine prend sa source dans les Pyrénées, département des Pyrénées-Orientales, sur le versant sud-est du massif du Carlit au pied du barrage des Bouillouses, dans l'Estany del Recó, à 2 005 m d'altitude, et coule en Cerdagne française. 
Selon la carte IGN, l'Angoustrine conflue avec le Brangoli à Ur pour former le Rahur, affluent du Sègre à Bourg-Madame, à 482 m d'altitude, juste à la frontière avec l'Espagne. Elle est donc dénommée Angoustrine en amont d'Ur, et Rahur dans sa partie aval.

### Communes et cantons traversés
Dans le seul département des Pyrénées-Orientales, le Rahur traverse les quatre communes suivantes de l'amont vers l'aval d'Angoustrine-Villeneuve-des-Escaldes, Font-Romeu-Odeillo-Via, Ur, Bourg-Madame (confluence). 
Soit en termes de cantons, le Rahur prend source et conflue dans le même canton des Pyrénées catalanes, dans l'arrondissement de Prades.

### Toponyme
La commune d'Angoustrine-Villeneuve-des-Escaldes partage une partie de son nom avec la rivière d'Angoustrine.

### Bassin versant
Le Rahur traverse une seule zone hydrographique : le ruisseau Rahur (Y002) de 93 km2 de superficie. Ce bassin versant est composé à 88,31 % de « forêts et milieux semi-naturels », à 11,03 % de « territoires agricoles », à 1,06 % de « territoires artificialisés ».

### Organisme gestionnaire
L'organisme gestionnaire est la communauté de communes de Pyrénées Cerdagne qui a un contrat de rivière du Sègre en Cerdagne.

## Affluents
Le Rahur a quatre tronçons affluents référencés :
- le Rec del Mesclant d'Aigües (rd), 7 km sur la seule commune d'Angoustrine-Villeneuve-des-Escaldes avec un affluent :
  - le Rec de l'Estany Llat (rg), 4,6 km sur la seule commune d'Angoustrine-Villeneuve-des-Escaldes, avec plusieurs lacs (Estanys).
- le Rieral dels Estanyets (rd), 5,8 km sur les deux communes d'Angoustrine-Villeneuve-des-Escaldes](confluence) et Dorres (source) avec un affluent :
  - le Rec de Carlit (rg), 2,3 km sur les deux communes d'Angoustrine-Villeneuve-des-Escaldes (confluence) et Dorres (source).
- le Rec de Jueil (rd), 2,3 km sur les deux communes d'Angoustrine-Villeneuve-des-Escaldes (confluence) et Dorres (source) avec un affluent :
  - la Ribereta ou Rec de Coma Armada (rd), 5,1 km sur les deux communes d'Angoustrine-Villeneuve-des-Escaldes (confluence) et Dorres (source).
- le Riu de Brangoli (rd), 11,3 km sur les deux communes d'Enveitg (source) et Ur (confluence) avec un affluent :
  - le Riu de Bena (rd), 9,1 km sur la seule commune d'Enveitg.

Donc son rang de Strahler est de trois.

## Hydrologie

### L'Angoustrine à Angoustrine-Villeneuve-des-Escaldes
L'Angoustrine à Angoustrine-Villeneuve-des-Escaldes a un bassin versant de 46 km2, avec un module de 1,4 m3/s.

### Étiage ou basses eaux
Le débit d'étiage ou QMNA5 à Angoustrine-Villeneuve-des-Escaldes est de 0,2 m3/s.

## Aménagements et écologie
Le bassin versant de l'Angoustrine voit les canaux suivants de Canal de Llivia (pour l'enclave espagnole de Llivia), le canal de Soulane-Plandaille, le canal d'Ansanères, le canal de Dorres.
La SHEM ou Société hydroélectrique du Midi exploite une centrale hydroélectrique sur l'Angoustrine de 1 800 kWh de puissance utile
La ripisylve de l'Angoustrine est constituée d'aulnes, saules, frênes et noisetiers.

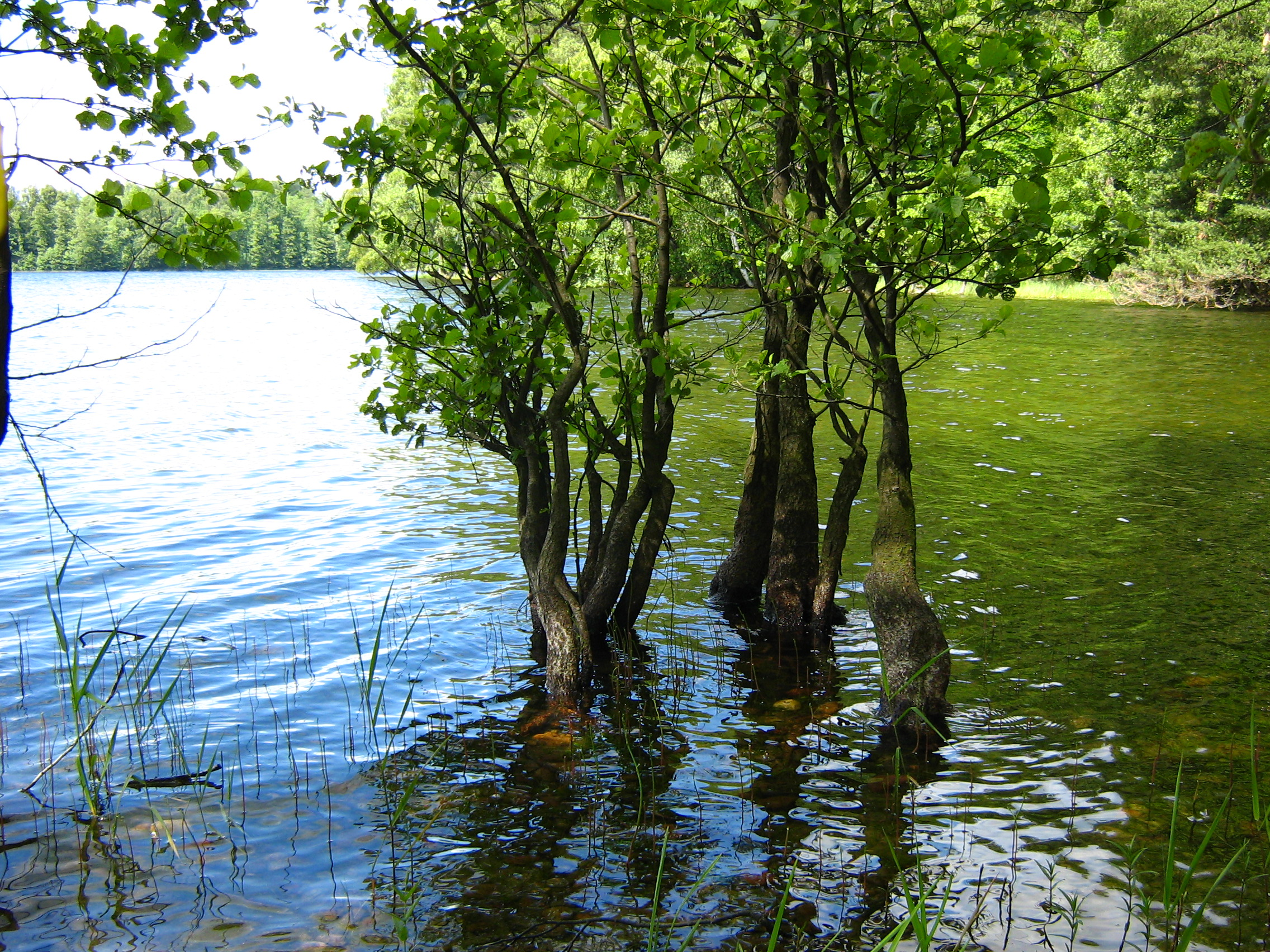
Un aulne.
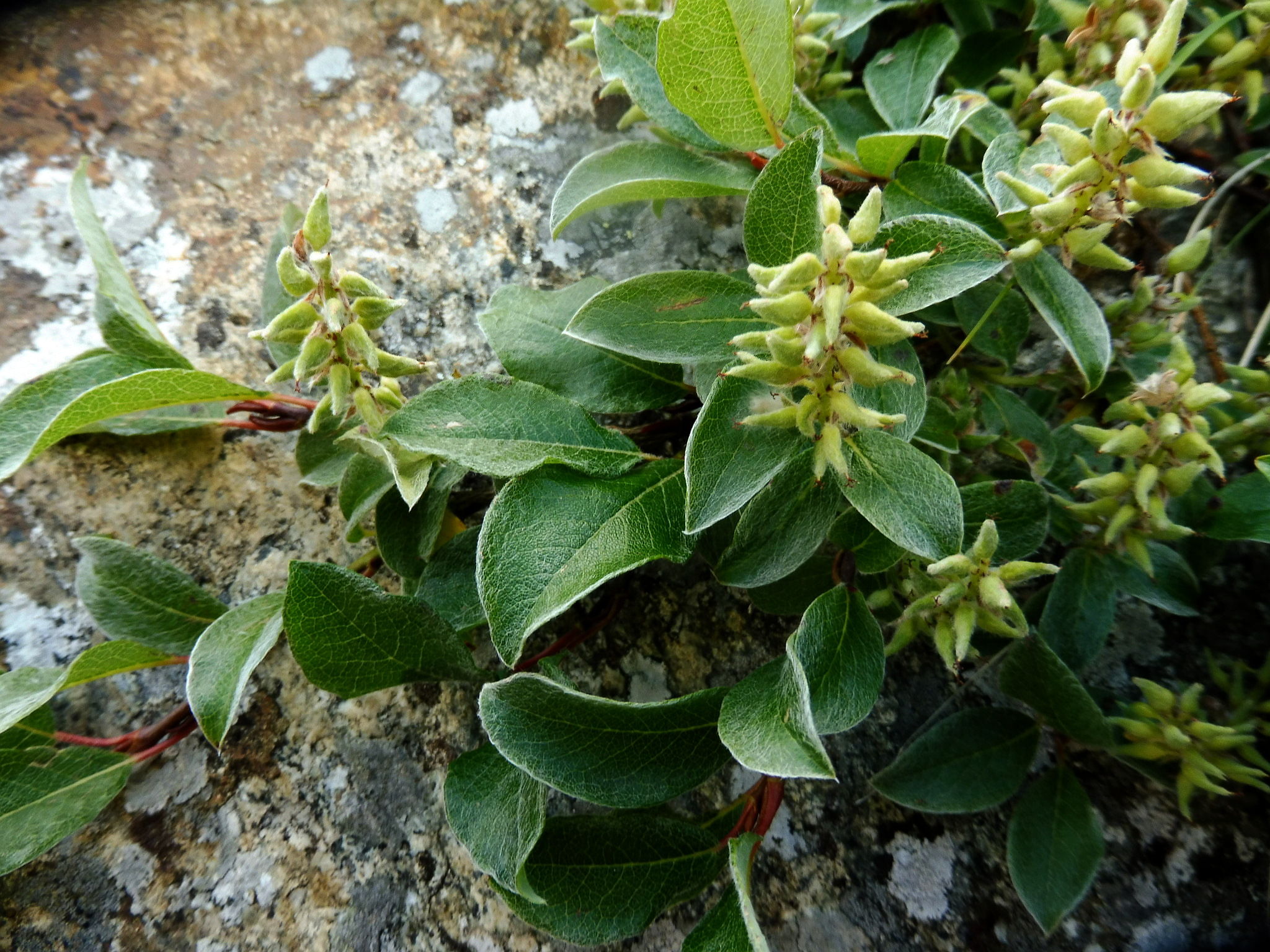
Détails d'un saule pyrénéen.
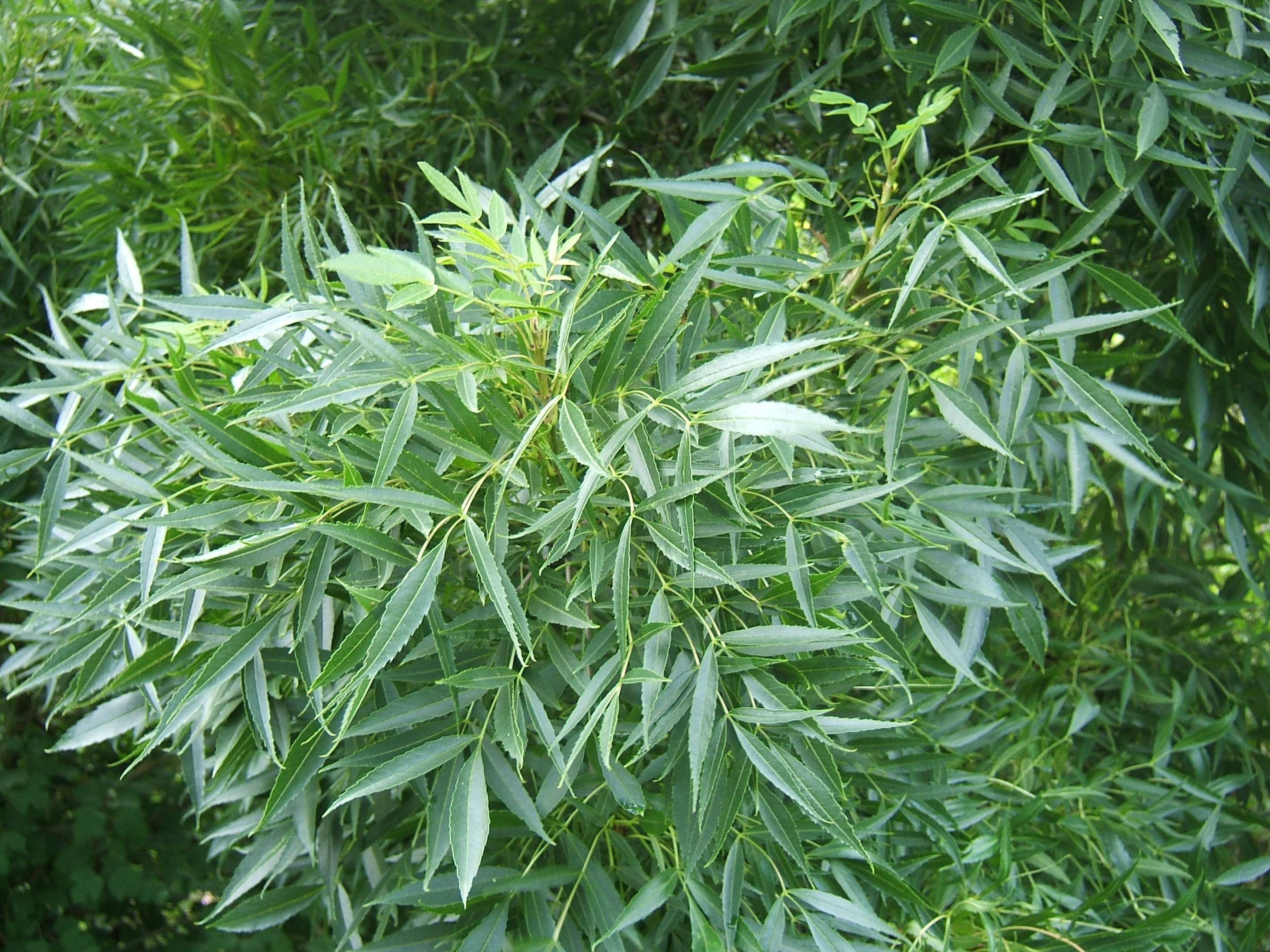
Détails d'un frêne du Midi.
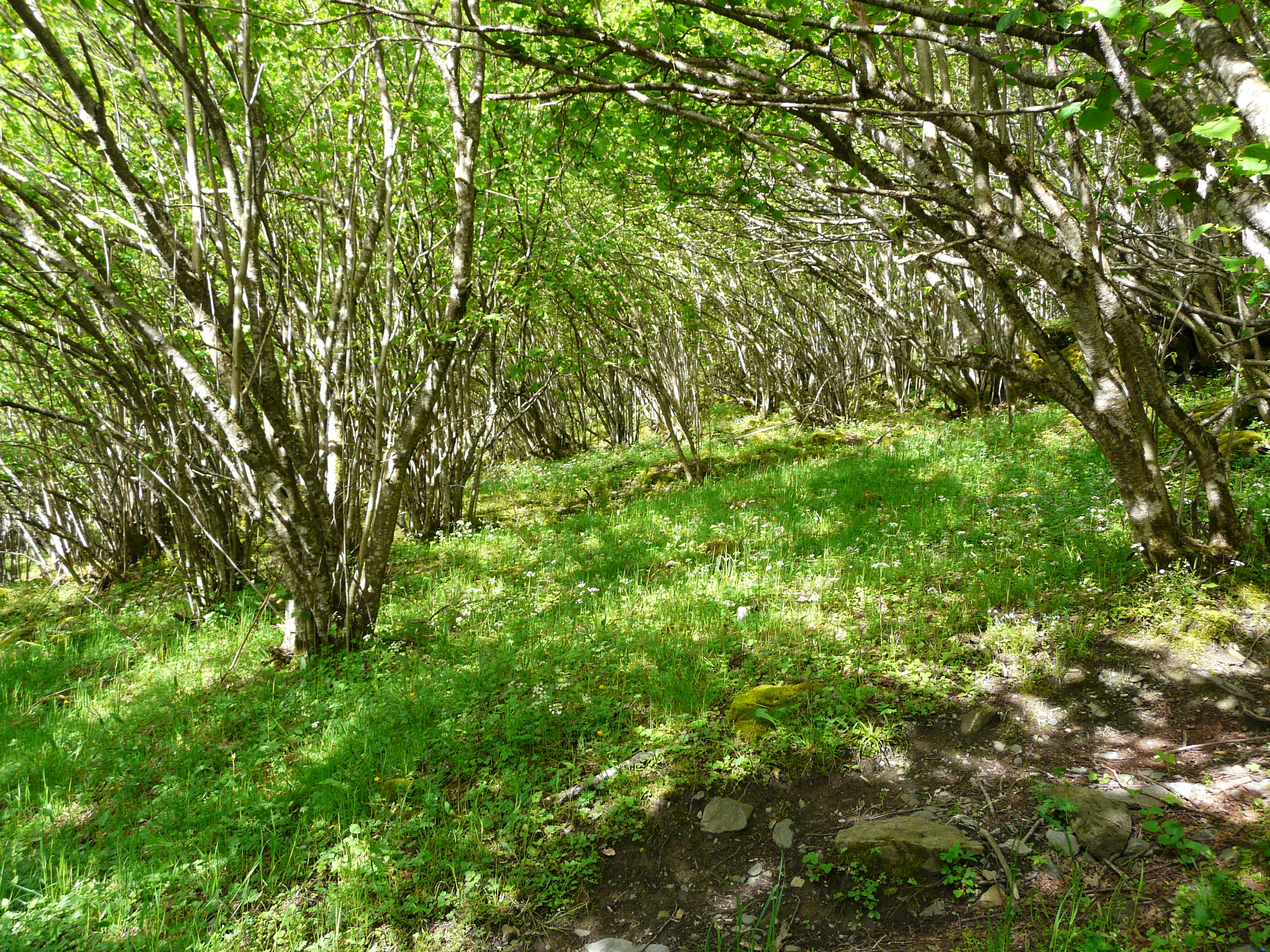
Un noisetier.

L'Angoustrine a huit seuils installés.